# Équipe cycliste féminine Garmin-Cervélo
 (janvier 2025).
Garmin-Cervélo est une équipe cycliste féminine sous licence britannique ayant existé de 2005 à 2011. Elle est issue de l'équipe Univega Pro Cycling Team, créée en 2005. Durant son existence, elle a notamment pour membres Elizabeth Armitstead, Emma Pooley et Kirsten Wild. Le sponsor principal, Cervélo, est une entreprise canadienne fabricant des cadres de bicyclettes, le même que celui utilisé par l'équipe depuis 2008. Le siège de l'équipe est à Ebikon, en Suisse.
L'équipe a notamment remporté le Tour d'Italie féminin en 2009 avec Claudia Häusler et cinq victoires consécutives sur La Grande Boucle féminine internationale entre 2005 et 2009.

## Classements UCI
Ce tableau présente les places de l'équipe Cervélo au classement de l'Union cycliste internationale en fin de saison, ainsi que la meilleure cycliste au classement individuel de chaque saison.
| Année | Classement par équipes | Meilleure coureuse au classement individuel |
| 2005  | 8e                     | Karin Thürig (16e)                          |
| 2006  | 1re                    | Nicole Cooke (1re)                          |
| 2007  | 3e                     | Nicole Cooke (2e)                           |
| 2008  | 6e                     | Christiane Soeder (8e)                      |
| 2009  | 1re                    | Kirsten Wild (2e)                           |
| 2010  | 1re                    | Kirsten Wild (3e)                           |
| 2011  | 4e                     | Emma Pooley (7e)                            |

Ce tableau présente les places de l'équipe Cervélo au classement de la Coupe du monde de cyclisme sur route féminine depuis son apparition en 2005, ainsi que la meilleure cycliste au classement individuel de chaque saison.
| Année | Classement par équipes | Meilleure coureuse au classement individuel |
| 2005  | -                      | Priska Doppmann (31e)                       |
| 2006  | 1re                    | Nicole Cooke (1re)                          |
| 2007  | 1re                    | Nicole Cooke (2e)                           |
| 2008  | 4e                     | Kristin Armstrong (12e)                     |
| 2009  | 1re                    | Kirsten Wild (3e)                           |
| 2010  | 1re                    | Kirsten Wild (3e)                           |
| 2011  | 3e                     | Emma Pooley (6e)                            |

## Principales victoires

### Grands tours
| - Tour d'Italie féminin - Participations : 4 (2007, 2009, 2010, 2011) - Victoires d'étapes : 4 - 3 en 2009 : Kirsten Wild (2), Claudia Häusler - 1 en 2011 : Emma Pooley - Victoire finale : 1 - 2009 : Claudia Häusler - Classements annexes : 2 - 2009 : Classement par points (Claudia Häusler) - 2010 : Classement de la montagne (Emma Pooley) | - La Grande Boucle féminine internationale - Participations : 5 (2005, 2006, 2007, 2008, 2009) - Victoires d'étapes : 16 - 2 en 2005 : Edwige Pitel, Priska Doppmann - 3 en 2006 : Nicole Cooke, Joanne Kiesanowski, Emma Rickards - 6 en 2007 : Priska Doppmann (3), Karin Thürig, Nicole Cooke, Tanja Slater - 2 en 2008 : Karin Thürig, Christiane Soeder - 3 en 2009 : Emma Pooley (2), Christiane Soeder - Victoires finales : 5 - 2005 : Priska Doppmann - 2006 : Nicole Cooke - 2007 : Nicole Cooke - 2008 : Christiane Soeder - 2009 : Emma Pooley - Classements annexes : 6 - Classement par points : 2006 (Nicole Cooke), 2007 (Priska Doppmann) et 2009 (Christiane Soeder) - Classement par équipes : 2007, 2008 et 2009 |

### Compétitions internationales
Plusieurs cyclistes avec le maillot de leur sélection nationale ont remporté des titres internationaux alors qu'elles appartenaient à l'équipe :
| Jeux olympiques - Contre-la-montre : 2008 (Kristin Armstrong) | Championnats du monde - Contre-la-montre : 2005 (Karin Thürig), 2009 (Kristin Armstrong) et 2010 (Emma Pooley) |

### Championnats nationaux
| - Championnats d'Allemagne sur route : 1 - Course en ligne : 2010 (Charlotte Becker) - Championnats d'Australie sur route : 3 - Course en ligne : 2009 (Carla Ryan) et 2011 (Alexis Rhodes) - Contre-la-montre : 2009 (Carla Ryan) - Championnats d'Autriche sur route : 7 - Course en ligne : 2006 et 2009 (Christiane Soeder) - Critérium : 2007, 2008 (Christiane Soeder) - Contre-la-montre : 2006, 2007 et 2009 (Christiane Soeder) - Championnats de France sur route : 1 - Contre-la-montre : 2005 (Edwige Pitel) - Championnats de Grande-Bretagne sur route : 6 - Course en ligne : 2006, 2007 (Nicole Cooke), 2010 (Emma Pooley) et 2011 (Elizabeth Armitstead) - Contre-la-montre : 2009 et 2010 (Emma Pooley) - Championnats d'Italie sur route : 2 - Course en ligne : 2011 (Noemi Cantele) - Contre-la-montre : 2011 (Noemi Cantele) - Championnats des Pays-Bas sur route : 1 - Contre-la-montre : 2009 (Regina Bruins) - Championnats de Suisse sur route : 6 - Course en ligne : 2005 (Sereina Trachsel) et 2010 (Émilie Aubry) - Contre-la-montre : 2005, 2006, 2007 et 2008 (Karin Thürig) | - Championnats d'Allemagne sur piste : 1 - Poursuite : 2010 (Charlotte Becker) - Championnats de Nouvelle-Zélande sur piste : 2 - Course aux points : 2006 et 2007 (Joanne Kiesanowski) |

## Encadrement
Thomas Campana est le représentant de l'équipe auprès de l'UCI de 2005 à 2010. Il en est également gérant de 2005 à 2006. Markus Nagel est également directeur de l'équipe de 2005 à 2007. Manel Lacambra occupe le même poste en 2006, 2008 et 2009. De 2007 à 2008, Pirmin Adler est gérant de l'équipe puis adjoint en 2009. Rik Claeys est gérant en 2007, Philippe Mauduit en 2009. Geert Broekhuizen est assistant en 2009 puis gérant en 2010. Cette dernière année, Egon van Kessel est également directeur. Ils sont assistés de Theo Maucher. Gerard Gerard est le représentant de l'équipe auprès de l'UCI. Enfin en 2011, Theo Maucher est gérant, Luca Fattoriw adjoint et Klas Johansson représentant à l'UCI.

## Garmin-Cervélo en 2011

### Effectif
| Cycliste             | Naissance  | Nationalité |
| Elizabeth Armitstead | 18.12.1988 | Royaume-Uni |
| Noemi Cantele        | 17.01.1981 | Italie      |
| Jessie Daams         | 28.05.1990 | Belgique    |
| Sharon Laws          | 07.07.1974 | Royaume-Uni |
| Lucy Martin          | 05.05.1990 | Royaume-Uni |
| Emma Pooley          | 03.10.1982 | Royaume-Uni |
| Alexis Rhodes        | 01.12.1984 | Australie   |
| Carla Ryan           | 21.09.1985 | Australie   |
| Trine Schmidt        | 03.06.1988 | Danemark    |
| Iris Slappendel      | 18.02.1985 | Pays-Bas    |